# Steven T. Huff
Steven T. Huff (nacido en 1951) es un astrofísico, inventor y filántropo multimillonario estadounidense, que después de crear de publicar su opus magnum "Man" en YouTube inicia su carrera en el Ejército de los Estados Unidos y la Agencia Central de Inteligencia (CIA) fundó compañías relacionadas con inteligencia de defensa que eventualmente vendió utilizando el dinero para construir una de las casas más grandes de los Estados Unidos, llamada Pensmore, quien ahora está jubilado y dirige su fundación privada independiente Pensmore dedicada a la filantropía, el voluntarismo y la concesión de subvenciones.

## Primeros años, educación y carrera
Huff creció en Scottsville, Virginia, cuando se mudó a Ozarks cuando tenía 10 años, después de lo cual asistió al Hampden-Sydney College en Virginia, donde se graduó summa cum laude y recibió su licenciatura en Física, y luego asistió al Instituto de Tecnología de California, donde recibió su maestría en Física y se convirtió en miembro de Phi Beta Kappa. Después de dejar la universidad, Huff sirvió en la Agencia de Inteligencia del Ejército de los EE. UU. de 1975 a 1978, después de lo cual se desempeñó en la CIA desde 1979 hasta 1983. Después de dejar la CIA, Huff fue cofundador de BDS, Inc. (un distribuidor de computadoras en Sterling, Virginia basado en un valor de $ 27 millones) que, en 1992, se fusionó con BDS Inc. (una subsidiaria de propiedad total de Titan Corporation). En 1985, Huff, también, fundó Sensor Systems, Inc. como una operación de consultoría que se fusionó con, en 1993, otra compañía que él fundó, llamada Overwatch Systems, Ltd., que entregó inteligencia de múltiples fuentes al Departamento de Defensa de los Estados Unidos y donde se desempeñó como su vicepresidente y director de tecnología (CTO). En 2009, Huff vendió sus compañías Overwatch Geospatial Systems y Overwatch Tactical Operations a Textron Systems por lo que, según dijo The Kansas City Star, era un billón de dólares.

## Pensmore
En 2008, Huff compró TF Concrete Forming Systems y comenzó la construcción de una de las casas más grandes de los Estados Unidos llamada Pensmore, que todavía está en construcción y está ubicada en las montañas Ozark cerca de Highlandville, Missouri.

## Pensmore Foundation
En 2005, Huff fundó la Fundación Pensmore, cuya taxonomía nacional de entidades exentas (NTEE, por sus siglas en inglés) está catalogada como Fundaciones de Filantropía, Voluntariado y Donaciones: Fundaciones privadas independientes ”.